# The Leading Guy
The Leading Guy, pseudonimo di Simone Zampieri (Belluno, 29 ottobre 1986), è un cantautore italiano.

## Carriera
Pubblica l'album Memorandum il 27 febbraio 2015; nell'estate 2015 partecipa all'evento Ferrara Sotto le Stelle. A febbraio 2016 si esibisce in un live nella trasmissione radiofonica Kink Kong e intraprende un tour chiamato Memorandum Tour 2016.
Nell'aprile 2019 collabora con il brano Se ti tagliassero a pezzetti all'album tributo Faber nostrum dedicato a Fabrizio De André Il 3 maggio 2019 sotto etichetta Sony Music pubblica il suo secondo album in studio Twelve Letters; con l'uscita del secondo album intraprende un tour a livello nazionale chiamato Twelve Letters Tour 2019.

## Discografia

### Album
- 2015 – Memorandum
- 2019 – Twelve Letters

### Singoli
- 2018 – Land of Hope
- 2018 – Times
- 2018 – Black
- 2019 – Oh Brother
- 2019 – In My Town
- 2021 - Solo musica (feat Vinicio Capossela)